# Мини-погрузчик

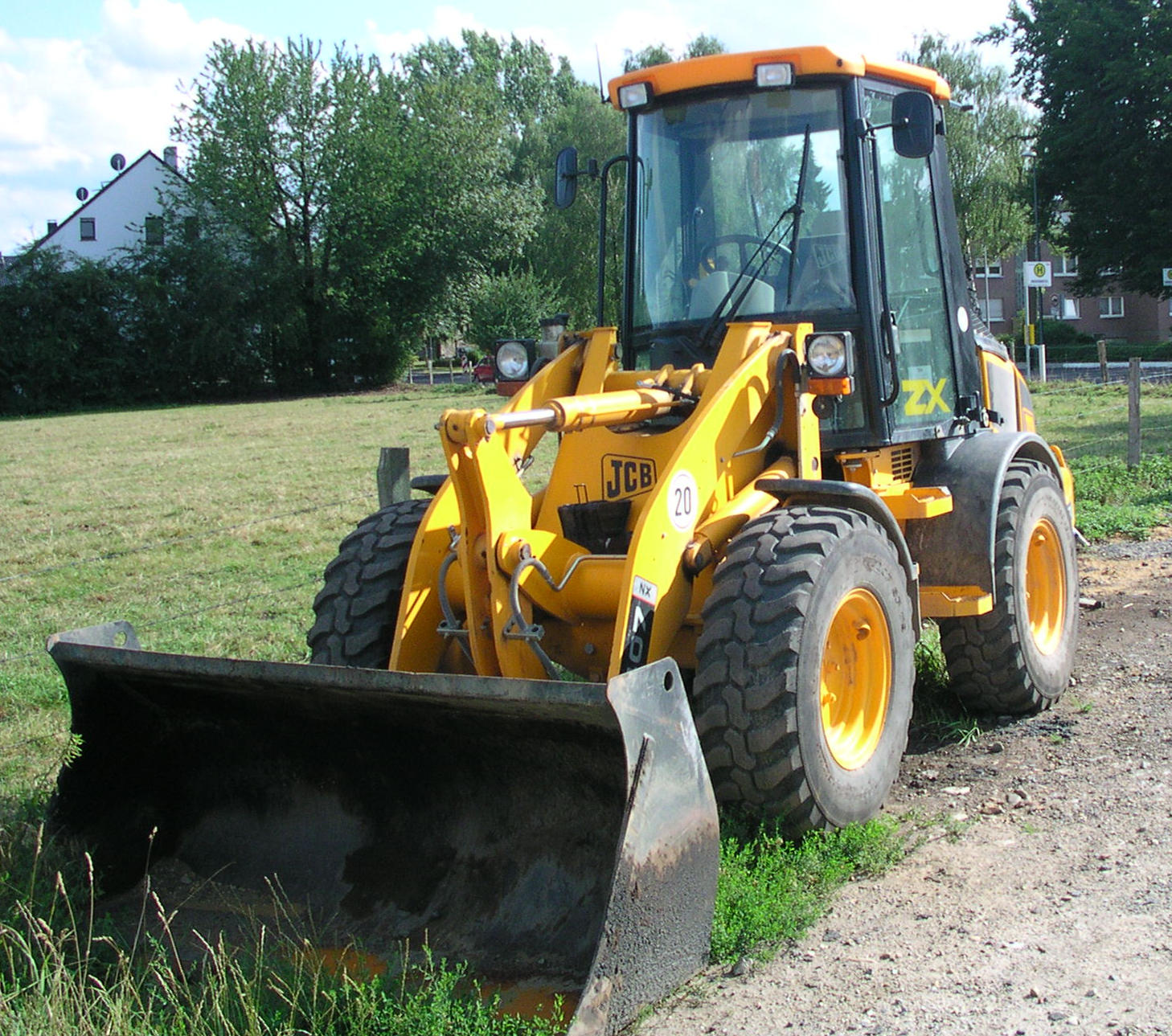
Мини-погрузчик

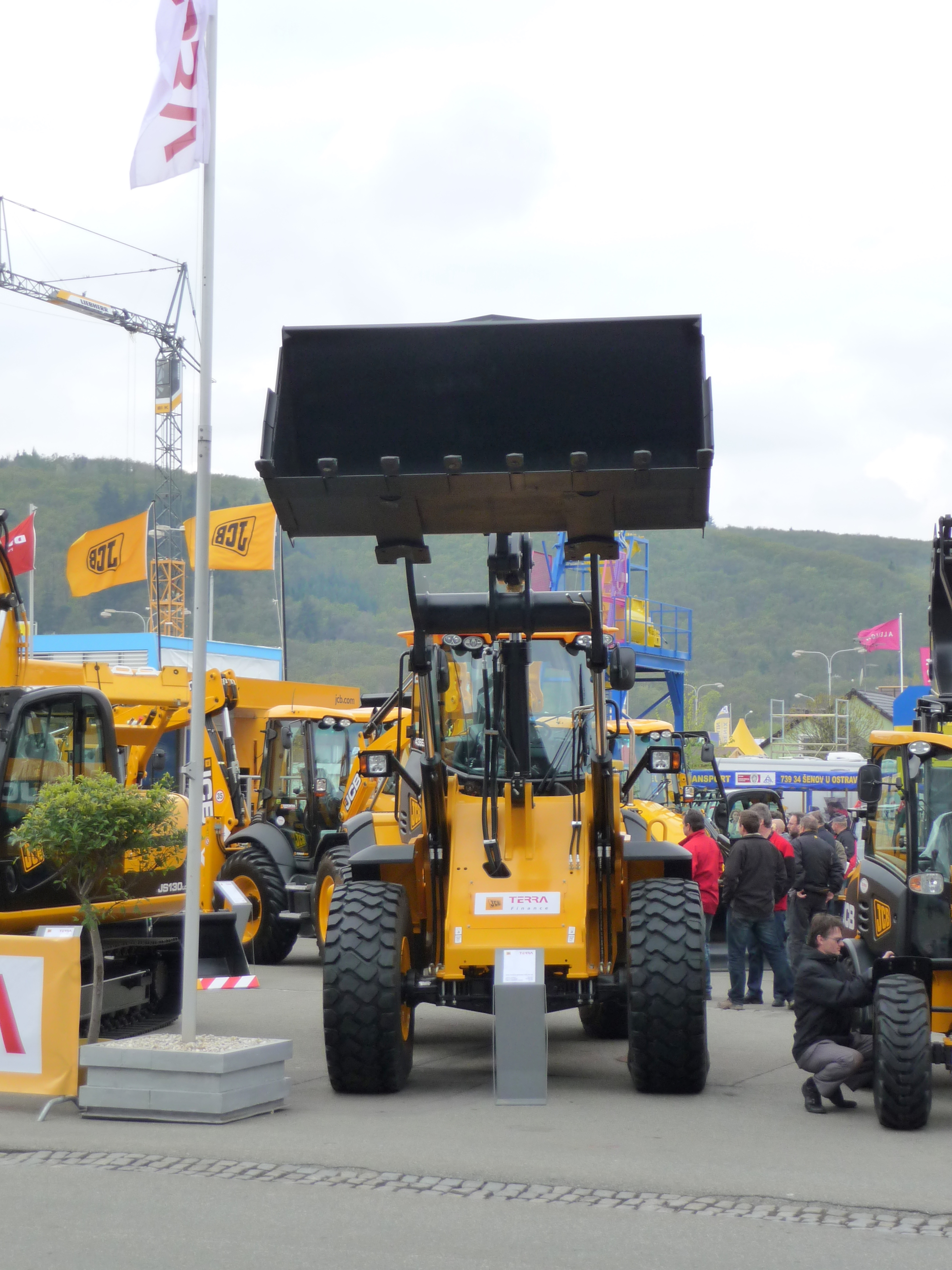
Мини-погрузчики на выставке строительно-дорожных машин Building Fairs Brno

Навесное оборудование на мини-погрузчик

Мини-погрузчик (минипогрузчик) с бортовым поворотом (англ. skid-steer loader) — универсальная компактная, высокопроходимая техника на пневмоходу или гусенице, предназначенная для работы в ограниченных пространствах: в условиях узких городских улиц, заводских цехов, складов, доков, палубы судна и т. д.
Благодаря тому, что колёса левого и правого бортов приводятся в движение отдельными моторами и способны работать в режиме противовращения, мини-погрузчик может поворачиваться практически на «одной точке». Мини-погрузчик (минипогрузчик) с шарнирно-сочленённой рамой (англ. articulated mini loader) — универсальная компактная, высокопроходимая техника на пневмоходу, предназначенная для работы в ограниченных пространствах: в условиях узких городских улиц, садов и парков, заводских цехов, складов, доков, палубы судна и т. д.
Рама таких мини-погрузчиков состоит из двух полурам (передней и задней), шарнирно соединённых между собой. Высокая манёвренность обеспечивается благодаря складыванию полурам машины в горизонтальной плоскости, то есть «переламыванию» рамы между передней и задней осями. Благодаря шарнирной концепции поворота такие мини-погрузчики при маневрировании оказывают минимальное воздействие на опорную поверхность и поэтому могут применяться также для работы на газонах и других деликатных поверхностях. Мини-погрузчики нашли широкое применение в дорожно-строительной и коммунальной отрасли. При наличии соответствующего быстросъёмного навесного оборудования (более 150 видов), погрузчик способен выполнять следующие работы: сгребать/выгребать, поднимать, копать, бурить, рыхлить, убирать/расчищать, складировать грузы при помощи вилочного захвата, убирать снег (до 85 т/ч), выравнивать грунт. Как дополнение — различные резаки и всевозможные варианты захватов.

## История
Прародитель современных погрузчиков с бортовым поворотом изобретён братьями Келлер из Миннесоты в 1957 году. Лёгкий трёхколесный погрузчик с бензиновым двигателем мощностью 9 л. с. с ручным пуском и гидроприводом рабочего оборудования мог развернуться на месте благодаря раздельному управлению двумя боковыми ведущими колесами, а заднее колёсико служило опорой.
Братья Мелро (Melroe Manufacturing Company, ныне известная как Bobcat Company, создана в 1947 году Эдвардом Гидеоном Мелро, сыном норвежских эмигрантов), увидев погрузчик, сразу оценили потенциал изобретения и выкупили на него права, а Келлеры стали сотрудниками компании. В 1959 году Мелро выпустили усовершенствованную модель М-200 с двигателем 12,9 л. с. и отдельным приводом на задние сдвоенные колёсики. М-200 унаследовала и недостатки: недостаточную устойчивость, мощность и тяговое усилие.
На территории России минипогрузчики стали использоваться ещё в советский период — в 1977 году, когда для производства погрузочно-разгрузочных портовых работ Министерствами речного и морского флота СССР были закуплены минипогрузчики Bobcat.

## Конструкция

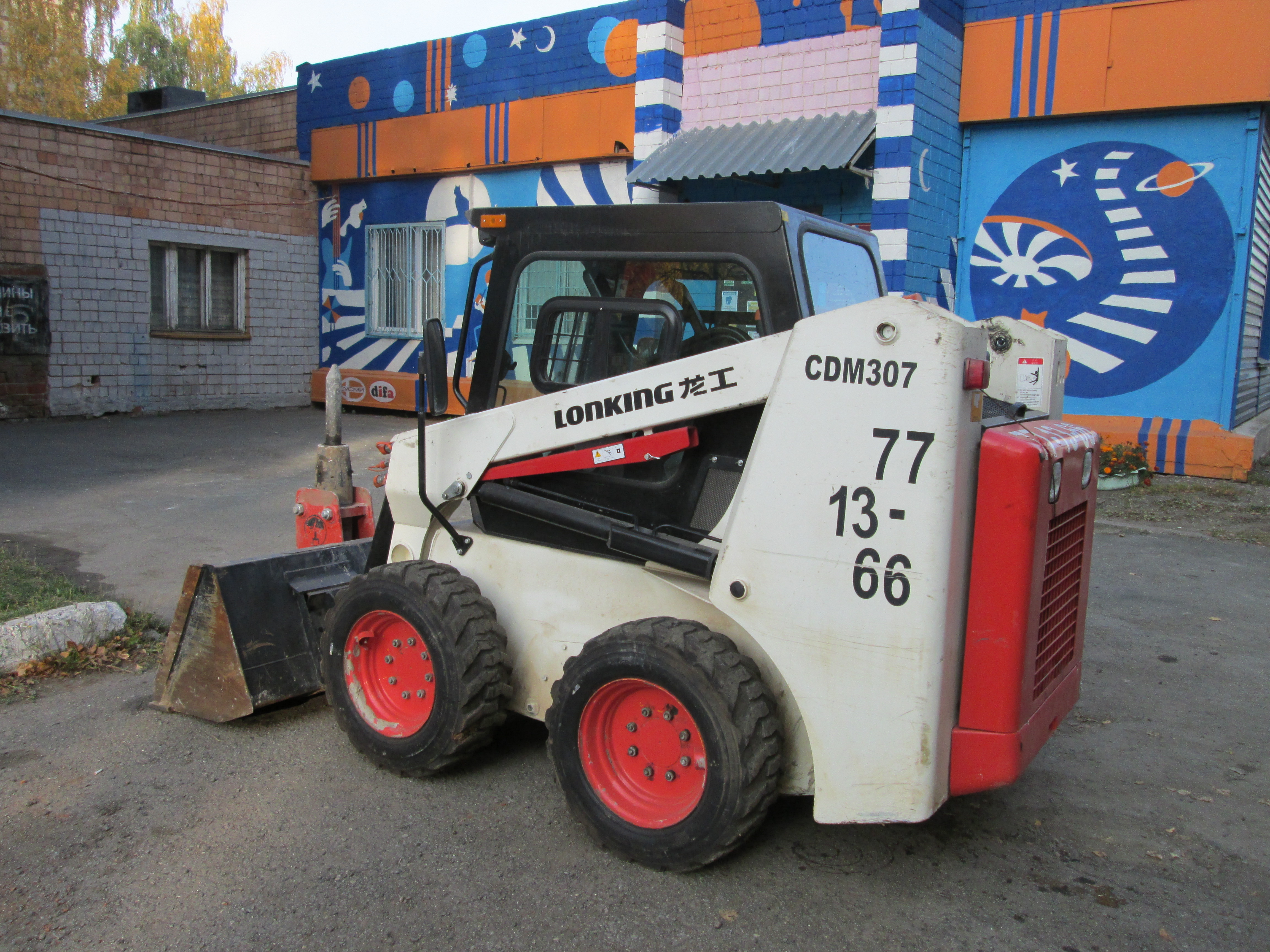
Мини-погрузчик с бортовым поворотом.

Основным отличием между разными видами мини-погрузчиков является концепция поворота, то есть способ маневрирования, и тип шасси — колесное или гусеничное.
Основные элементы:
- двигатель (дизельный);
- шасси;
- кабина;
- гидравлическая система;
- стрела, у мини-погрузчиков с бортовым поворотом, как правило, имеет П-образную форму;
- навесное оборудование.

Органы управления ходом: у мини-погрузчиков с бортовым поворотом — рычаги или джойстик, у шарнирно-сочлененных — педали и руль.
Современные модели мини-погрузчиков могут быть оснащены:
- быстросьемным соединителем, позволяющим комфортно и быстро менять навесное оборудование;
- системой автоматического выравнивания ковша;
- кабиной ROPS/FOPS (Защита от падения груза сверху и опрокидывания/Система контроля присутствия оператора);
- системой LUDV (распределение гидропотока в зависимости от нагрузки позволяет экономить топливо).

## Дополнительные устройства (навесное оборудование)
- Снегоочиститель шнеко-роторный. Предназначен для уборки снега с тротуаров, проезжих частей, или любой другой территории.
- Отвал поворотный. Используется для перемещения и выравнивания сыпучих материалов, планировки площадок.
- Отвал коммунальный.
- Вилы палетные. Предназначены для штабелирования различных материалов и грузов.
- Щетка дорожная.
- Ковш основной.
- Щетка с бункером.
- Газонокосилка.
- Экскаваторное оборудование и т. п.
- Различные установки: компрессор, насос, сварочный аппарат, бетоносмеситель и многое другое.
- Прицеп для перевозки минипогрузчика
- Дорожная фреза